# I Wanna Dance with Somebody (Who Loves Me)
"I Wanna Dance with Somebody (Who Loves Me)" là một bài hát của nghệ sĩ thu âm người Mỹ Whitney Houston nằm trong album phòng thu thứ hai của cô, Whitney (1987). Nó được phát hành vào ngày 2 tháng 5 năm 1987 như là đĩa đơn đầu tiên trích từ album bởi Arista Records. Bài hát được đồng viết lời bởi George Merrill và Shannon Rubicam thuộc ban nhạc Boy Meets Girl, những người trước đây đã viết nên đĩa đơn quán quân của Houston "How Will I Know", trong khi phần sản xuất được đảm nhiệm bởi Narada Michael Walden, cộng tác viên quen thuộc trong sự nghiệp của nữ ca sĩ. "I Wanna Dance with Somebody (Who Loves Me)" là một bản dance-pop kết hợp với những yếu tố từ R&B mang nội dung đề cập đến tâm sự của một cô gái về việc tìm một người bạn nhảy trong một bữa tiệc để có thể tìm ra một người yêu đích thực cho bản thân cô. Ban đầu, nó được sáng tác như là một bản nhạc đồng quê, nhưng sau đó đã được biến đổi bởi Walden để trở thành một bản nhạc sôi động.
Sau khi phát hành, "I Wanna Dance with Somebody (Who Loves Me)" nhận được những phản ứng trái chiều từ các nhà phê bình âm nhạc, trong đó họ so sánh nó với "How Will I Know" và bài hát năm 1983 của Cyndi Lauper "Girls Just Want to Have Fun". Tuy nhiên, bài hát đã gặt hái nhiều giải thưởng và đề cử tại những lễ trao giải lớn, bao gồm chiến thắng một giải Grammy cho Trình diễn giọng pop nữ xuất sắc nhất tại lễ trao giải thường niên lần thứ 30. "I Wanna Dance with Somebody (Who Loves Me)" cũng tiếp nhận những thành công ngoài sức tưởng tượng về mặt thương mại với việc đứng đầu các bảng xếp hạng ở 17 quốc gia trên toàn thế giới, bao gồm nhiều thị trường lớn như Úc, Bỉ, Canada, Phần Lan, Đức, Ý, Hà Lan, New Zealand, Na Uy, Tây Ban Nha, Thụy Điển, Thụy Sĩ và Vương quốc Anh, cũng như lọt vào top 10 ở hầu hết những quốc gia nó xuất hiện. Tại Hoa Kỳ, nó đạt vị trí số một trên bảng xếp hạng Billboard Hot 100 trong hai tuần liên tiếp, trở thành đĩa đơn quán quân thứ tư liên tiếp của Houston tại đây.
Video ca nhạc cho "I Wanna Dance with Somebody (Who Loves Me)" được đạo diễn bởi Brian Grant, trong đó bao gồm những cảnh Houston và những vũ công trình diễn bài hát trong nhiều trang phục và bối cảnh khác nhau mang màu sắc rực rỡ. Để quảng bá bài hát, nữ ca sĩ đã trình diễn nó trên nhiều chương trình truyền hình và lễ trao giải lớn, bao gồm Top of the Pops, giải Video âm nhạc của MTV năm 1987 và giải Grammy lần thứ 30, cũng như trong nhiều chuyến lưu diễn của cô. Kể từ khi phát hành, "I Wanna Dance with Somebody (Who Loves Me)" đã được hát lại bởi nhiều nghệ sĩ, như Fall Out Boy, Ashley Tisdale, Jessie J, Bebe Rexha và dàn diễn viên của Glee, cũng như xuất hiện trong nhiều album tuyển tập của Houston, bao gồm Whitney: The Greatest Hits (2000), The Ultimate Collection (2007) và I Will Always Love You: The Best of Whitney Houston (2012). Tính đến nay, nó đã bán được hơn 8 triệu bản trên toàn cầu, trở thành một trong những đĩa đơn bán chạy nhất mọi thời đại.

## Danh sách bài hát
Đĩa 7"
1. "I Wanna Dance with Somebody (Who Loves Me)" – 4:49
2. "Moment of Truth" – 4:04

Đĩa 12"
1. "I Wanna Dance with Somebody (Who Loves Me)" (bản 12" phối lại) – 8:33
2. "Moment of Truth" – 4:36
3. "I Wanna Dance with Somebody (Who Loves Me)" (Dub phối) – 6:48

## Xếp hạng
| Bảng xếp hạng (1987)                     | Vị trí cao nhất |
| ---------------------------------------- | --------------- |
| Úc (Kent Music Report)                   | 1               |
| Áo (Ö3 Austria Top 40)                   | 1               |
| Bỉ (Ultratop 50 Flanders)                | 1               |
| Canada (RPM)                             | 1               |
| Đan Mạch (IFPI)                          | 1               |
| Châu Âu (European Hot 100 Singles)       | 1               |
| Phần Lan (Suomen virallinen lista)       | 1               |
| Pháp (SNEP)                              | 1               |
| Đức (Official German Charts)             | 1               |
| Hy Lạp (IFPI)                            | 1               |
| Ireland (IRMA)                           | 1               |
| Ý (FIMI)                                 | 1               |
| Hà Lan (Dutch Top 40)                    | 1               |
| Hà Lan (Single Top 100)                  | 1               |
| New Zealand (Recorded Music NZ)          | 1               |
| Na Uy (VG-lista)                         | 1               |
| Nam Phi (Springbok Radio)                | 1               |
| Tây Ban Nha (AFYVE)                      | 1               |
| Thụy Điển (Sverigetopplistan)            | 1               |
| Thụy Sĩ (Schweizer Hitparade)            | 1               |
| Anh Quốc (OCC)                           | 1               |
| Hoa Kỳ Billboard Hot 100                 | 1               |
| Hoa Kỳ Adult Contemporary (Billboard)    | 1               |
| Hoa Kỳ Dance Club Songs (Billboard)      | 1               |
| Hoa Kỳ Hot R&B/Hip-Hop Songs (Billboard) | 1               |

| Bảng xếp hạng (1987)                 | Vị trí |
| ------------------------------------ | ------ |
| Australia (Kent Music Report)        | 11     |
| Austria (Ö3 Austria Top 40)          | 14     |
| Belgium (Ultratop 50 Flanders)       | 2      |
| Canada (RPM)                         | 2      |
| Denmark (IFPI)                       | 3      |
| Europe (European Hot 100 Singles)    | 2      |
| Finland (Suomen virallinen lista)    | 4      |
| Germany (Official German Charts)     | 5      |
| Italy (FIMI)                         | 10     |
| Netherlands (Dutch Top 40)           | 3      |
| Netherlands (Single Top 100)         | 4      |
| New Zealand (Recorded Music NZ)      | 9      |
| South Africa (Springbok Radio)       | 4      |
| Switzerland (Schweizer Hitparade)    | 3      |
| UK Singles (Official Charts Company) | 3      |
| US Billboard Hot 100                 | 4      |
| US Adult Contemporary (Billboard)    | 9      |
| US Hot Dance Club Songs (Billboard)  | 14     |
| US Hot R&B/Hip-Hop Songs (Billboard) | 24     |

| Bảng xếp hạng (1980-89)              | Vị trí |
| ------------------------------------ | ------ |
| Netherlands (Dutch Top 40)           | 43     |
| UK Singles (Official Charts Company) | 81     |
| US Billboard Hot 100                 | 50     |

| Bảng xếp hạng                | Vị trí |
| ---------------------------- | ------ |
| US Billboard Hot 100         | 264    |
| US Billboard Hot 100 (Women) | 85     |

## Chứng nhận
| Quốc gia                                                                           | Chứng nhận  | Số đơn vị/doanh số chứng nhận |
| ---------------------------------------------------------------------------------- | ----------- | ----------------------------- |
| Úc (ARIA)                                                                          | 3× Bạch kim | 210.000‡                      |
| Canada (Music Canada)                                                              | Vàng        | 50.000^                       |
| Đan Mạch (IFPI Đan Mạch)                                                           | Vàng        | 30.000^                       |
| Ý (FIMI)                                                                           | Vàng        | 25.000*                       |
| Hà Lan (NVPI)                                                                      | Vàng        | 75.000^                       |
| New Zealand (RMNZ)                                                                 | Vàng        | 10.000*                       |
| Thụy Điển (GLF)                                                                    | Vàng        | 25.000^                       |
| Anh Quốc (BPI)                                                                     | Bạch kim    | 600.000‡                      |
| Hoa Kỳ (RIAA)                                                                      | Bạch kim    | 1.000.000^                    |
| * Chứng nhận dựa theo doanh số tiêu thụ. ^ Chứng nhận dựa theo doanh số nhập hàng. |             |                               |